# رابرت دبلیو. هالی
رابرت دبلیو. هالی (انگلیسی: Robert W. Holley؛ زاده ۲۸ ژانویه ۱۹۲۲ درگذشته ۱۱ فوریه ۱۹۹۳) یک بیوشیمیست اهل ایالات متحده آمریکا بود.
او جایزه نوبل فیزیولوژی و پزشکی سال ۱۹۶۸ را به همراه مارشال وارن نرنبرگ و هار گوبیند کورانا برنده شد.
این سه محقق به صورت مستقل تحقیقاتی را هدایت می کردن که منجر به رمزگشایی کد ژنتیکی را به صورت شیمیایی و توضیح دهید که چگونه اطلاعات ژنتیکی ذخیره شده در DNA یک سلول، سنتز پروتئین‌ها، بلوک‌های ساختمانی سلول‌ها را کنترل می‌کند.